# Amalric II de Lusignan
Amalric II de Lusignan (Amaury II de Lusignan), nascut cap a 1145 al Poitou, mort a Sant Joan d'Acre l'1 d'abril del 1205, fou el quart fill d'Hug VIII el Vell, senyor de Lusignan i comte de la Marca, i de Borgonya de Rançon.
En principi conestable del regne de Jerusalem, va succeir al seu germà Guiu de Lusignan com a senyor de Xipre del 1194 al 1205, i fou consagrat rei de Xipre el 1194, a continuació es va casar amb Isabel I de Jerusalem i esdevingué rei de Jerusalem del 1197 al 1205.

## Conestable del regne de Jerusalem
Segon fill d'una poderosa família poitevina, apareix en un document del 1168, on sembla haver participat en una revolta contra Enric II Plantagenet, rei d'Anglaterra, on figura entre altres com a comte de Poitiers. Poc després, va marxar a fer carrera a Terra Santa on és mencionat des del 1174. Valent soldat, però també polític calculador, va caure en gràcia a la reina mare Agnès de Courtenay, a la cort de Jerusalem, i n'esdevingué el favorit. Els rumors en fan l'amant d'aquesta última, però res no és cert. El que és segur, és que Amalric es va guanyar la confiança del rei de Jerusalem Balduí IV el Leprós que el va nomenar camarlenc de Jerusalem el 1175 i el va casar amb Esquiva d'Ibelin, filla del senyor de Ramla i d'Ibelin.
A partir del 1180, Sibil·la de Jerusalem, germana i hereva del rei Balduí el Leprós, es va quedar vídua de Guillem de Montferrat i Amalric es va posar al capdavant dels que la volien casar amb el seu germà Guiu, encara que estava promesa al sogre d'Amalric. Va persuadir ràpidament la reina mare de sostenir el seu projecte, va fer l'elogi del seu germà davant de Sibil·la, i a continuació va marxar al Poitou per buscar-lo. Guiu de Lusignan és un home ben plantat, i no triga pas a seduir a Sibil·la, i el rei acaba per consentir el matrimoni que fou celebrat el mes d'abril del 1180. El 1181, el rei Balduí va nomenar Amalric de Lusignan conestable del regne.
Va participar en la batalla d'Al-Fule, el seu destacament va patir una càrrega de les tropes musulmanes, però va resistir. Aquesta serà una de les poques accions de batalla, perquè els barons rebutjaven les provocacions de Saladí i evitaven la càrrega contra el seu exèrcit, cosa que hauria pogut provocar un desastre com el de Hattin. Guiu de Lusignan, que manava l'host reial, va caure en desgràcia, però Amalric va conservar el càrrec de conestable.
Després de les morts de Balduí IV i a continuació la del seu nebot Balduí V, Guiu i Sibil·la van pujar al tron. Menys d'un any més tard, Saladí va envair el regne i va aixafar l'exèrcit franc a Hattin. La majoria dels barons, entre els quals Guiu i Amalric, foren capturats i Saladí va conquerir la major part del regne, amb l'excepció de Tir, defensada per Conrad de Montferrat. La Tercera Croada arribà a Terra Santa l'any 1190 i permeté la recuperació de diferents ciutats, entre elles Sant Joan d'Acre, però els barons refusaven que Guiu mantingués el tron i van escollir Conrad de Montferrat. Guiu de Lusignan va comprar a Ricard Cor de Lleó l'illa de Xipre. Conrad de Montferrat fou assassinat poc després, i Enric II de Xampanya el va succeir com a rei de Jerusalem. Guiu de Lusignan no renuncià pas al seu antic regne i va intentar diverses vegades de reprendre ports de Palestina, fins a tal punt que Enric de Xampanya va obligar a Amalric de Lusignan a renunciar al càrrec de conestable el 1193. Amalric es va retirar llavors a Xipre, a la cort del seu germà, que va morir el 1194.

## Senyor i després rei de Xipre
Amalric va succeir llavors al seu germà i es va posar a organitzar el seu nou estat, cosa que el seu germà no hi havia tingut ni l'ànim, ni el temps per fer-ho. Començà per redistribuir les terres i dominis que el seu germà havia imprudentment donat als nobles, amb la finalitat de constituir un domini reial capaç d'assegurar els ingressos necessaris a la cort. Un cronista àrab el qualifica de "príncep prudent i amic del repòs". És considerat com l'autèntic fundador del regne de Xipre. Va obtenir del papa la creació d'un arquebisbat a Nicòsia i de tres bisbats a Pafos, Limassol i Famagusta.
A continuació es preocupà de l'estatut jurídic de Xipre. Guiu de Lusignan havia conservat en el protocol el seu títol reial (de quan va ser rei de Jerusalem), i es pot afirmar que era "rei a Xipre". Amalric, quan el va succeir no podia pas pretendre el títol reial i es va acontentar amb el de senyor de Xipre. S'adreçà llavors cap al papa i l'emperador per clarificar aquest punt i l'emperador Enric VI el feu rei de Xipre l'octubre del 1195. Conrad de Querfurt, bisbe de Hildesheim i vicari imperial va anar llavors a coronar-lo el gener del 1197 a Nicòsia, sota el nom d'Amalric I de Xipre. Paral·lelament, Enric de Xampanya i Amalric de Lusignan posaren fi al seu antagonisme, que podia beneficiar els aiúbites, i van prometre els seus respectius fills.

El regne de Jerusalem, del 1196 al 1205

## Rei de Jerusalem
El 10 de setembre del 1197, Enric de Xampanya va morir accidentalment en caure d'una finestra del seu palau a Sant Joan d'Acre. Poc després el sultà Malik al-Adil recuperà Jaffa i calia trobar de manera urgent un rei. Els barons, després d'haver vacil·lat sobre Raül de Tiberiades van renunciar a aquesta possibilitat per oferir la corona a Amalric de Lusignan. Vidu d'Esquiva d'Ibelin des del 1196, es va casar amb Isabel de Jerusalem. El mateix moment de la seva accessió al tron de Jerusalem el gener del 1198, sota el nom d'Amalric II de Jerusalem, declarà que no faria pas una unió dels dos regnes i que cadascun quedaria autònom. Cal tenir en compte que la monarquia de Xipre seria hereditària i sobirana, mentre que la de Jerusalem fou electiva i limitada.
No podent recuperar Jaffa, Amalric convocà l'exèrcit i atacà Sidó i Beirut, que va conquerir l'octubre del 1197, després d'haver rebutjat l'exèrcit aiúbida el 23 d'octubre del 1197. Sidó fou retornada al seu senyor Renald de Grenier i Beirut fou donada a Joan d'Ibelin, germanastre de la reina. Aquest exèrcit de croats alemanys, conduït per Enric I de Brabant va intentar assetjar la fortalesa de Toron, a l'interior del país, però va fracassar perquè Malik al-Adil va enviar un exèrcit d'auxili. Isabel va embarcar el març del 1198, quan quatre cavallers alemanys van agredir i ferir greument Amalric, els quals van ser agafats, jutjats i decapitats. Amalric va acusar Raül de Tiberiades de ser l'instigador de l'intent d'homicidi i, malgrat el suport que tenia per part dels barons, Raül va ser condemnat a l'exili. Els croats alemanys havien aturat la represa de la gihad o guerra santa per part dels musulmans, i Amalric va optar per concloure una treva l'1 de juliol del 1198. Al-Àdil aprofità per reunificar l'imperi de Saladí apartant els seus nebots, mentre que Amalric intentà imposar una autoritat forta en el seu regne mirant d'omplir les llacunes de les Assises de Jerusalem, però l'oposició dels barons, molestos per l'exili de Raül de Tiberiades van fer fracassar aquest projecte.
Com la Tercera Croada, no havia aconseguit reprendre Jerusalem als aiúbides, el papa Innocenci III va decidir el 1199 de predicar una nova croada. Nombrosos nobles europeus van agafar la creu i van escollir com a cap a Teobald III de Xampanya, que va morir el 24 de maig del 1201, i a continuació a Bonifaci de Montferrat. Però com els croats no disposaven pas de prou diners per pagar el passatge als venecians, aquests últims els van proposar de prendre pel seu compte la ciutat hongaresa de Zara, que els feia la competència econòmica. El príncep Aleix Àngel els proposà que el restablissin en el tron romà d'Orient a canvi del pagament del deute als venecians, cosa que va desviar la croada vers Constantinoble. De tota aquesta croada, no arribaren a Síria més que alguns croats que havien decidit de venir sense utilitzar les naus venecianes, més alguns croats que havien abandonat el gruix de l'expedició, estimant infamant d'atacar ciutats cristianes.
Com no disposava de forces suficients, Amalric va reconduir la treva amb Al-Àdil, esperant que els croats, després d'haver conquerit Constantinoble, anirien a Palestina, però Al-Àdil volia evitar que èxits de la seva part no decidissin als croats a venir fins a Síria. Després d'una revolta dels romans d'Orient, que no acceptaven pas el protectorat llatí, els croats van prendre possessió de Constantinoble i hi establiren allí la capital del que van anomenar Imperi Llatí. Aquesta decisió va reduir a res les esperances d'Amalric de veure arribar l'exèrcit croat. La pau que va concloure el setembre amb Al-Àdil li va permetre de recuperar les ciutats de Ramla, Jaffa i Lydda.
Va morir poc després, amb uns 60 anys, l'1 d'abril del 1205 i la seva dona el va seguir poc després. El seu fill Hug I de Xipre el va succeir a Xipre, sota la regència de Gautier de Montbéliard, mentre que la seva jove Maria de Montferrat, filla de Conrad de Montferrat i d'Isabel el va succeir a Jerusalem, sota la regència de Joan d'Ibelin.

## Matrimonis i fills
Es va casar en primeres noces vers l'any 1175 amb Esquiva d'Ibelin († 1196), filla de Balduí, senyor d'Ibelin i de Ramla, i de Riquilda de Bethsan, amb qui va tenir:
- Borgonya (1180 † 1210), casada amb Gautier de Montbéliard;
- Guiu, mort jove, promès a Maria de Xampanya-Jerusalem;
- Joan, mort jove, promès a Alix de Xampanya-Jerusalem;
- Alix, morta jove;
- Helvis († 1216-9), casada am Ramon Rupen d'Antioquia
- Hug I (1193 † 1218), rei de Xipre, promés a Felipa de Jerusalem, després casat amb Alix de Xampanya-Jerusalem V .

Amalric es va tornar a casar el gener del 1198 amb Isabel, reina de Jerusalem, filla del rei Amalric I i de Maria Comnena amb la qual va tenir:
- Sibil·la (1198 † 1252), casada amb Lleó II, príncep d'Armènia;
- Melisenda, casada amb Bohemon IV, príncep d'Antioquia;
- Amalric (1201 † 1205).